# La Fundación Elefante Rojo
The Red Elephant Foundation es una iniciativa civil de consolidación de la paz liderada por jóvenes que trabaja por la igualdad de género y la paz a través de la narración de historias, la defensa del arte, la tecnología para el bien y la participación en los medios digitales. La iniciativa fue fundada por Kirthi Jayakumar en Chennai, India, el 5 de junio de 2013. El 4 de junio de 2017, The Red Elephant Foundation fue recomendada por el Comité de Organizaciones No Gubernamentales para ser reconocida como entidad de carácter consultivo especial por el Consejo Económico y Social.

## Actividades
Las actividades de The Red Elephant Foundation se dividen en cinco bloques clave:

### Narración de Historias
A largo plazo, la iniciativa tiene como objetivo cambiar la mentalidad y orientar a las personas de forma natural hacia la igualdad, la paz y la no violencia. En esta sección se recopilan historias de supervivientes, agentes de cambio y trabajadores por la paz de todo el mundo para que sus historias inspiren acción, empatía y concienciación sobre el mundo. La fundación ha contado historias de varios activistas, agentes de cambio y sobrevivientes, incluidos Maya Azucena, Zak Ebrahim, Kamla Bhasin, Tabish Khair y Vaishnavi Sundar entre otros.

### Tiza y Paz
La fundación hace que sus historias sean viables mediante la creación de planes de estudios para abordar cuestiones de desigualdad de género, violencia en la comunicación y la acción, y para abordar la necesidad de sensibilización en torno a la violencia de género. Estos programas se adaptan a las necesidades de cada grupo demográfico y se utilizan para impartir sesiones de formación en colegios, institutos, grupos comunitarios y lugares de trabajo. Los programas educativos de la fundación se presentan en su plataforma, llamada ChalkPeace. El Programa ChalkPeace ha recreado versiones de juegos de mesa para enseñar valores de Igualdad de Género y Paz, tales como: Serpientes y Escaleras, Adivina Quién, Pictionary, Tabú y Memoria.

### Tecnología para el bien
Aunque los objetivos de narración y educación/sensibilización se plantean a largo plazo, la iniciativa se centra en la necesidad inminente de asistencia, ayuda sensibilizada y apoyo cualitativo para las supervivientes de la violencia. Así nació una herramienta tecnológica en línea llamada Mapa de Ayuda contra la Violencia de Género, que ofrece un mapa de las organizaciones que prestan servicios jurídicos, médicos, de recursos, educativos y de empleo, así como servicios policiales, de ambulancias y consulares, en 196 países del mundo. También seleccionan historias de abuso en línea a través de Troll Register y acoso escolar y universitario a través de Report a Bully. El Informe de Soluciones Juveniles de la Red de Soluciones de Desarrollo Sostenible presenta el #GBVHelpMap de la Fundación Red Elephant como una de las 50 mejores soluciones/ideas en el mundo para lograr el #SDG5 sobre #Igualdad de Género, y también ha sido seleccionado específicamente como un Estudio de Caso sobre "La era de la responsabilidad digital". La organización creó Saahas, una versión de la aplicación móvil del Mapa de ayuda de la Violencia de Género. La aplicación fue codificada por Kirthi Jayakumar.

### Proyecto Construyendo Paz
The Building Peace Project es un programa intensivo en línea que se extiende a lo largo de ocho semanas. Participantes de todo el mundo participarán en sesiones dirigidas por facilitadores formados que utilizarán un plan de estudios basado en los valores de la educación para la paz, el diálogo, la escritura y el pensamiento dinámico. Aunque se basan en un plan de estudios, las sesiones dan a los participantes espacio, autonomía y estímulo para explorar creativamente su espontaneidad.

### Abogacía digital
La iniciativa lleva a cabo campañas en los medios digitales que sirven a una estrategia doble: participación y concienciación en línea, y creación e intercambio de diálogo fuera de línea. Algunas campañas incluyen: Más que mi cuerpo (More than my Body) y Romper un estereotipo de género (Break a Gender Stereotype). También participamos en los 16 Días de Activismo contra la Violencia Contra la Mujer y He For She. La Campaña Rompe un Estereotipo de Género fue galardonada por Femvertising en 2016 con el Premio People's Choice. La iniciativa también ha colaborado y apoyado a otras organizaciones en sus campañas, incluida una para luchar contra la normalización del acoso en el cine indio. También apoyaron a las Naciones Unidas en su campaña MyWorld a través de la recogida de votos utilizando la promoción en línea. La iniciativa se asoció con el Consulado de Estados Unidos en Chennai para su evento del Mes del Orgullo en 2016. También apoyaron la campaña Her Story Wikipedia Editathon en agosto de 2016. El equipo también participó como parte de los miembros del Comité de la Sociedad Civil en la elección de preguntas de la sociedad civil para hacerles a los candidatos que se postulan para el cargo de Secretario General de la ONU.
Además, la iniciativa también ha llevado a cabo con éxito investigaciones para informar su trabajo. Fuera de línea, la fundación ha apoyado la respuesta a desastres a través de la dispensación de ayuda y el apoyo a diferentes comunidades durante el terremoto de Nepal, el terremoto de Manipur, y las inundaciones en Chennai.

## Premios
La Fundación Elefante Rojo ganó el Femvertising en 2016 con el Premio People's Choice por su campaña Rompiendo Estereotipos de Género. También fueron finalistas en los Social Media for Empowerment Awards 2017, en la categoría Women's Empowerment. Fueron finalistas en la categoría de innovación en etapa temprana de los premios mBillionth Awards 2017 por su aplicación móvil, Saahas. La Fundación Red Elephant recibió el Premio de ONG Sobresaliente de FICCI FLO en Chennai en febrero de 2018. También ganaron el Premio al Voluntariado en Línea de la ONU, 2017.
La lista de premios es la siguiente:
- People's Choice Award, 2016 (Femvertising)
- Finalists (Women's Empowerment), 2017 (Social Media for Empowerment Awards, 2017 (DEF India))
- Finalistas (Early Stage Innovation Category), 2017 (mBillionth Awards, 2017 (DEF India))
- Outstanding NGO Award, 2018 (FICCI FLO, 2018)
- UN Online Volunteering Award, 2018 (UNV, 2018)
- Finalistas (Women's Empowerment), 2018 (Social Media for Empowerment Awards, 2018 (DEF India))[37]
- Outstanding Social Enterprise of the year, FICCI FLO, (February 2018)[38]
- Special Mention, sm4e Awards, DEF India (April 2018)[39]
- mBillionth Awards, mBillionth (August 2017)[40]